# Aïn Romana
Aïn Romana (în arabă عين الرمانة) este o comună din provincia Blida, Algeria.
Populația comunei este de 12.529 de locuitori (2008).